# وندی کورک
وندی کورک (به انگلیسی: Wendy Quirk) (زادهٔ ۲۹ مهٔ ۱۹۵۹) شناگر اهل کانادا است.